# Hinojos (ort)
Hinojos är en ort i Spanien.   Den ligger i provinsen Provincia de Huelva och regionen Andalusien, i den sydvästra delen av landet, 400 km sydväst om huvudstaden Madrid. Hinojos ligger 84 meter över havet och antalet invånare är 3 751.
Terrängen runt Hinojos är platt. Runt Hinojos är det ganska glesbefolkat, med 34 invånare per kvadratkilometer. Närmaste större samhälle är Pilas, 7,0 km öster om Hinojos. Trakten runt Hinojos består till största delen av jordbruksmark.